# ريان بور
ريان بور (بالإنجليزية: Ryan Burr)‏ هو صحفي ومعلق رياضي أمريكي، ولد في 17 مارس 1972.